# Cactaceae
« Cactus » redirige ici. Pour les autres significations, voir Cactus (homonymie).
Ne doit pas être confondu avec Plante succulente.
Famille
Classification APG III (2009)
Les Cactus, Cactées ou encore Cactacées (Cactaceae) sont une famille de plantes à fleurs d'origine quasi exclusivement américaine. Ce sont presque toutes des plantes grasses ou plantes succulentes, c'est-à-dire des plantes xérophytes qui stockent dans leurs tissus des réserves de « suc » pour faire face aux longues périodes de sécheresse.
Cactus et succulentes sont distinctes : toutes les plantes succulentes ne sont pas des Cactus. Ce sont des familles de plantes qui ont adopté les mêmes méthodes de lutte contre les périodes de sécheresse, comme les Asclepiadaceae ou les Crassulaceae.
Certaines plantes de ces autres familles, par convergence des formes d'espèces soumises aux mêmes contraintes, ressemblent fortement aux cactus. C'est le cas par exemple des euphorbes cactiformes comme Euphorbia canariensis.
Pour distinguer les vrais cactus des plantes qui leur ressemblent, il faut se reporter aux critères d'appartenance à la famille des Cactaceae. L'identification se fait par la présence d'aréoles et, comme plus généralement en botanique, par les fleurs et les fruits.
Contrairement aux croyances populaires, les Cactacées ne sont pas considérées comme étant des arbres. Les cactus couvrent un large éventail de formes et de tailles. On en trouve des sphériques, cylindriques, en forme de pilier, avec des feuilles pointues ou en forme de raquettes appelées cladodes… Le plus grand est Pachycereus pringlei, avec une taille mesurée de 19,2 m ; le plus petit est Blossfeldia liliputana, d'1 cm de diamètre à sa taille adulte.

## Étymologie
Le mot cactus vient du grec ancien κάκτος / káktos, désignant le cardon (Cynara cardunculus). Il fut utilisé en 1753 comme nom du premier genre de ces plantes par Carl von Linné, avant qu'il ne soit rejeté au profit de plus de 200 noms de genres, dont une vingtaine a gardé le suffixe cactus, par exemple : Echinocactus, Cleistocactus, etc.
Le congrès botanique de Vienne de 1905 rejeta le nom de Cactus et déclara à la place que Mammillaria était le genre type de la famille des Cactaceae ; cependant, ce dernier fut conservé de sorte que cette famille fait partie de celles qui ne contiennent plus le genre d'après lequel elles furent nommées.
Il y a désaccord sur la forme du pluriel. Le pluriel grec est κάκτοι / káktoi. Quand le nom est latinisé, le pluriel est cacti. Cette forme est adoptée notamment en anglais. Le français, qui préfère ne pas utiliser les pluriels latins, dit « cactus » au pluriel comme au singulier.

## Classification

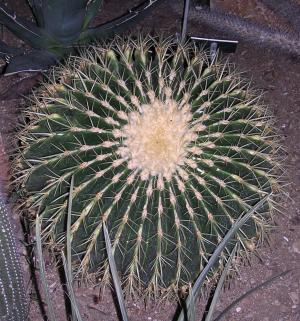
Echinocactus grusonii.

La famille des Cactaceae est une famille de plantes dicotylédones qui comprend environ 2 500 espèces réparties en près de 90 genres.
Cactus était aussi un nom de genre dans la classification binomiale codifiée par Carl von Linné. Il n'apparaît plus dans la classification actuelle que comme suffixe de certains noms de genre, tels que Echinocactus, Pterocactus, Stenocactus, etc.
Dans le langage courant, le mot cactus désigne souvent le figuier de Barbarie (Opuntia ficus-indica), plante de cette famille, naturalisée et très commune sur les bords de la mer Méditerranée.

### Critères de détermination
L'appartenance à la famille des Cactaceae se détermine par quatre principaux critères :
- les points végétatifs sont des aréoles, c'est-à-dire des sortes de dépressions dans l'épiderme, garnis de laine ou de duvet leur donnant l'aspect de petits coussins, d'où sont issus les segments ou rejets, les fleurs et les feuilles réduites que sont les épines, les glochides… L'existence d'aréoles est le critère le plus employé par l'amateur, d'abord parce qu'il n'est pas nécessaire d'attendre la floraison et la fructification pour les observer, ensuite parce que, contrairement aux deux autres critères, les aréoles n'existent dans aucune autre famille de plantes ;

- l'ovaire doit être infère, c'est-à-dire qu'il doit être situé sous les pièces florales (sauf chez quelques cactus très primitifs comme Pereskia aculeata) ;
- le fruit doit être une baie à une seule loge, sans cloisons internes séparant les graines ou groupes de graines ;
- un critère d'exclusion est la présence de latex à la cassure, qui permet d'éliminer les plantes du genre euphorbe.

Les agaves, les Lithops, les euphorbes et les Pachypodium ne sont pas des cactus.

### Morphologie

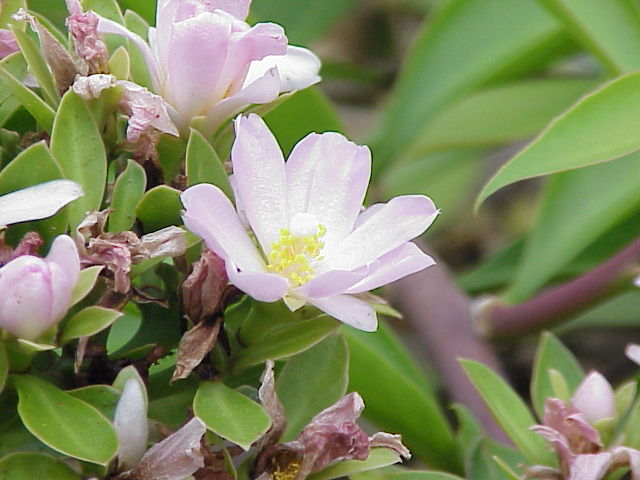
Le genre Pereskia est l'un des rares cactus à posséder des feuilles.

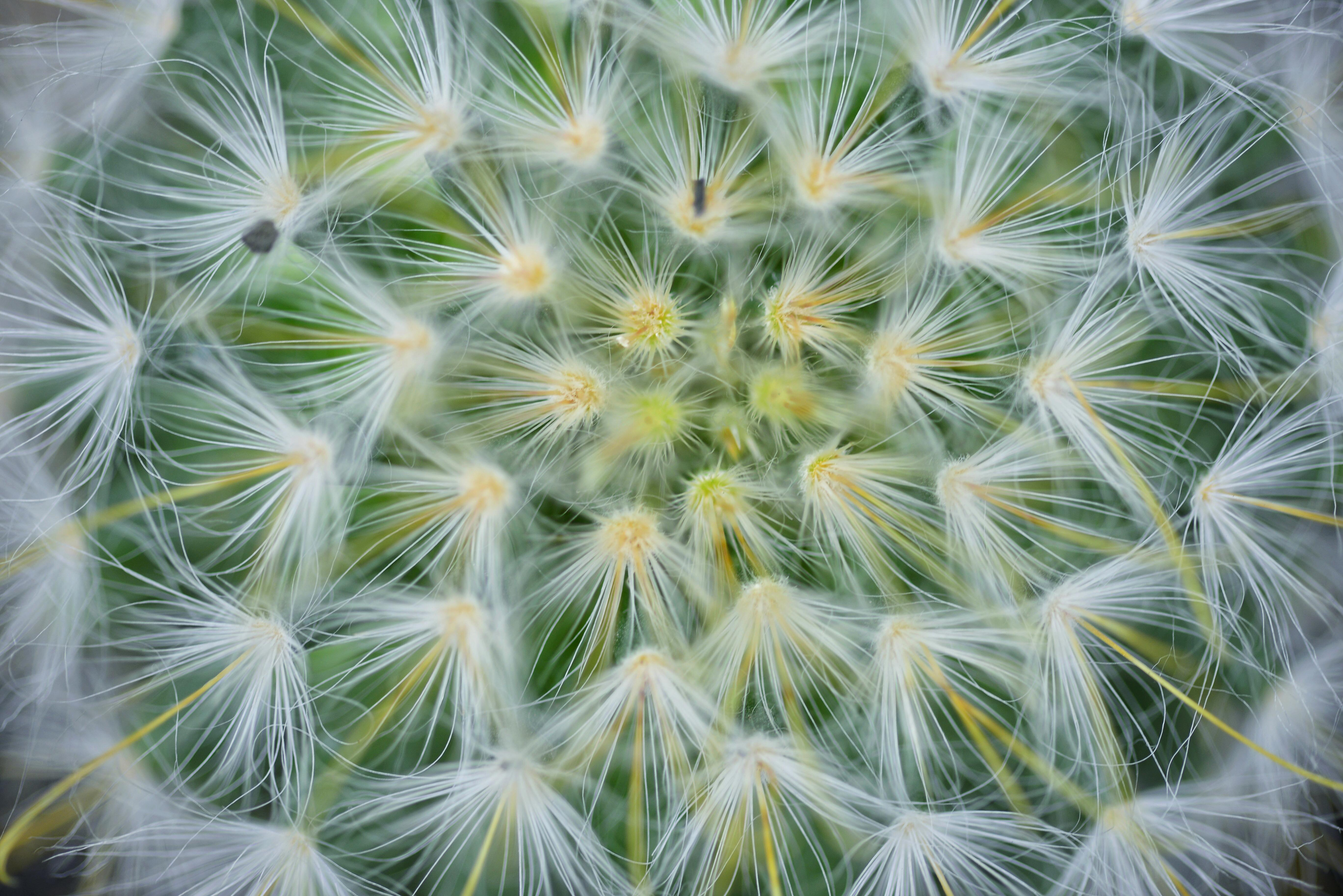
Un cactaceae en Indonésie.

On peut distinguer six formes différentes :
- arborescentes : comparables à un arbre avec des branches (ex : Carnegiea) ;
- arbustives : idem, mais avec des axes plus fins ;
- colonnaires : non ramifié (ex : Cereus) ;
- globuleux, avec des formes sphériques, voire cylindriques ;
- épiphytes retombantes, pour les quelques espèces (ex : Epiphyllum, Rhipsalis) ;
- grimpantes : pour un très petit nombre d'espèces (ex : Selenicereus) ;
- à articles aplatis (ou cladodes) communément appelés "raquettes" (ex : Opuntia).

Ce sont des plantes herbacées ou des arbustes, généralement à forme végétative très particulière, avec la fonction chlorophyllienne transférée aux tiges. Souvent épineux, pérennes, le plus souvent succulents, les cactus sont parfois épiphytes ou grimpants.
L'aspect actuel des cactus s'explique principalement par l'adaptation aux conditions de sécheresse, à l'origine du développement de la fonction de stockage et de la réduction des surfaces d'évaporation.

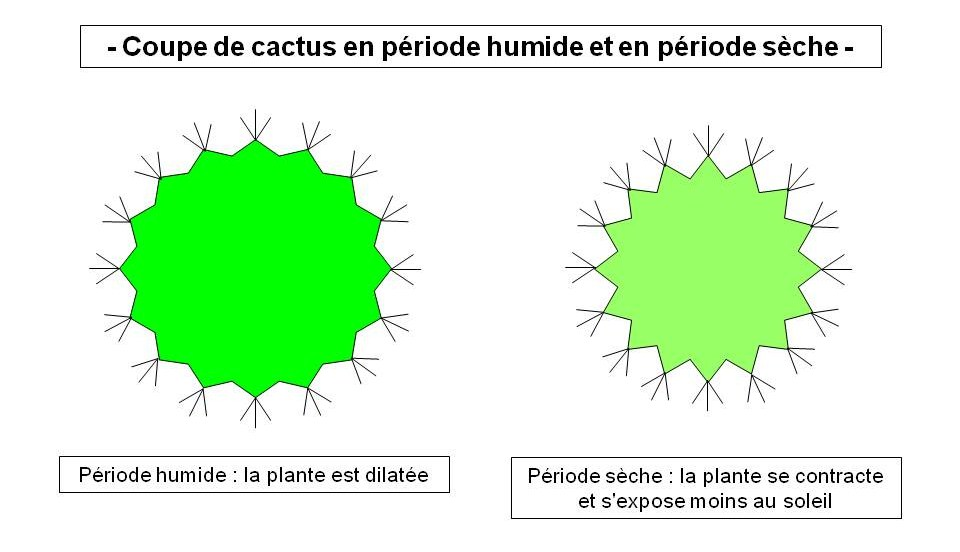
Cette illustration montre qu'en période sèche, le cactus se contracte. Les aréoles, plus contractées, offrent moins de prise au soleil.

La fonction de stockage s'est traduite par un épaississement de la tige, et, pour quelques espèces, par le développement de racines tubéreuses (Pterocactus tuberosus par exemple). Elle explique aussi l'apparition des côtes ou une disposition des mamelons en spirale, qui permettent, un peu comme sur un accordéon, la dilatation et la rétraction du corps de la plante au gré des périodes de pluies et de sécheresse, sans déchirure de l'épiderme.
La réduction des surfaces d'évaporation s'est traduite par un épaississement de l'épiderme, parfois même recouvert d'une sorte de cire, une diminution du nombre de stomates (petit orifice permettant la respiration), et surtout, chez beaucoup d'espèces, la disparition des feuilles (voir évapotranspiration).
Quant aux épines, leur fonction est multiple : protection contre les animaux, captation de la rosée, protection de l'épiderme contre les ardeurs du Soleil, le vent desséchant ou le froid d'altitude, dissémination de l'espèce en s'accrochant aux toisons des animaux... (cependant, cette dernière hypothèse demeure encore du domaine des considérations théoriques) 
Les fleurs de cactus sont parfois de grande taille. Comme les épines et les branches, elles poussent sur les aréoles. Beaucoup de cactus fleurissent la nuit. Leurs fleurs sont blanches ou très claires. Ils sont pollinisés par des papillons ou autres insectes nocturnes ou parfois par de petits animaux tels que les chauves-souris. À l'intérieur de la maison, c'est un choc thermique qui fera fleurir le cactus. Les fruits de certaines espèces sont comestibles (figuier de Barbarie).

### Formes «monstrueuses»
Comme les plantes succulentes, les cactus présentent parfois des formes dites « monstrueuses » appréciées des collectionneurs, car donnant l'apparence d'espèces différentes et uniques.
L'origine du phénomène est inconnue, probablement due à des mutations. Il y a deux phénomènes :
- Fasciation (formes fasciées) : croissance anormale du sommet d'une tige en forme de faisceau.
- Cristation (formes cristées) : croissance anormale du sommet d'une tige en forme de crête ou d'éventail[5].

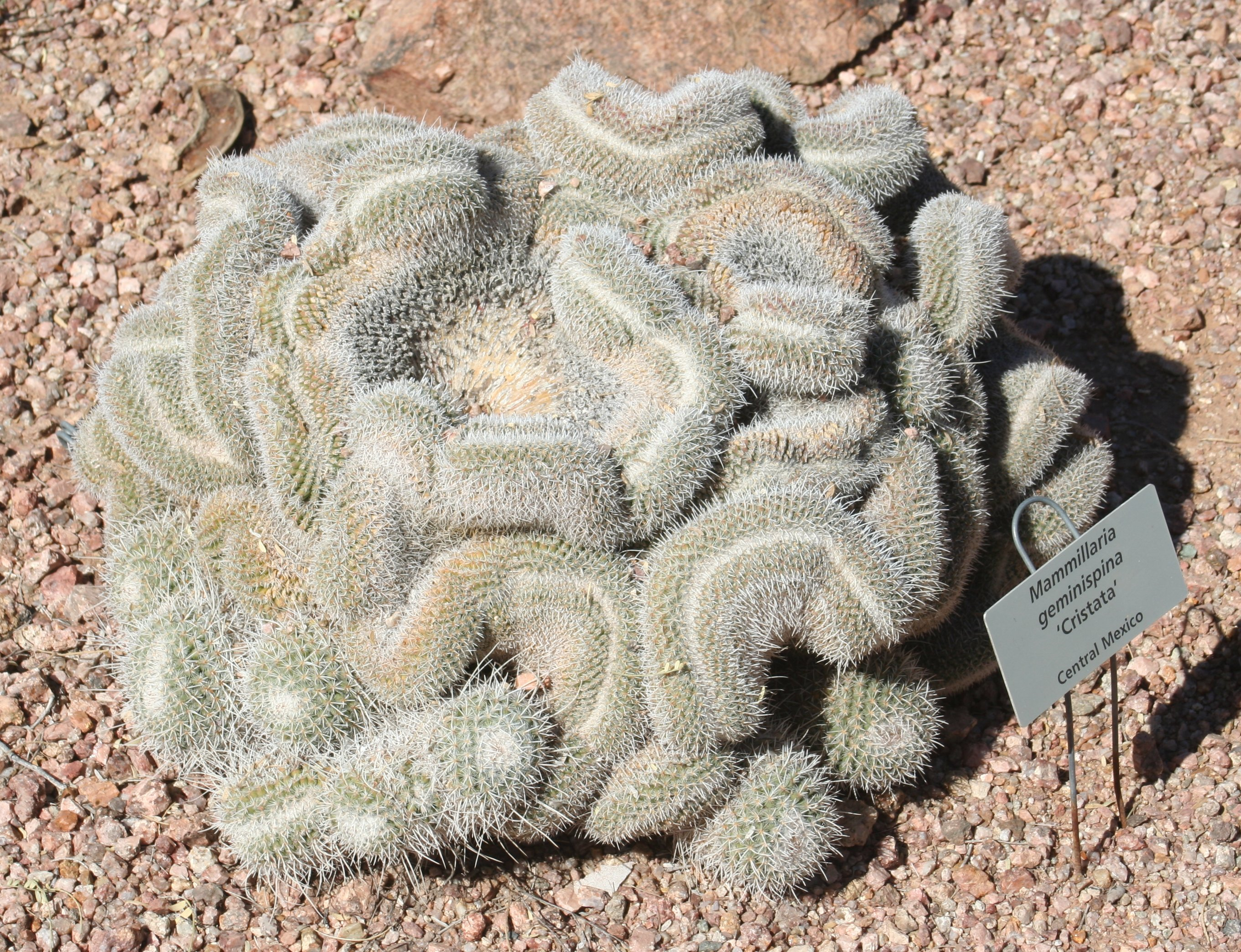
Mammillaria cristée
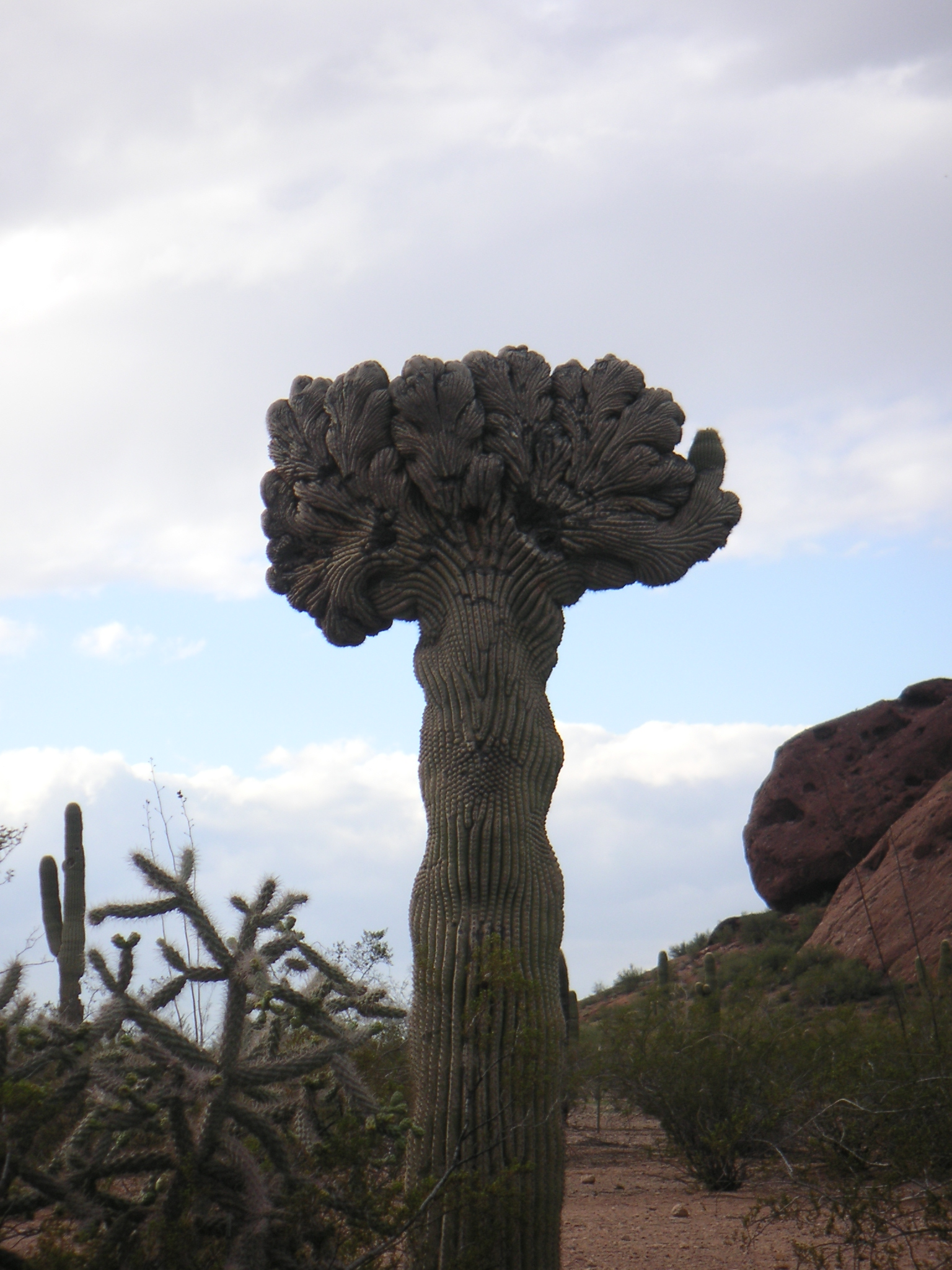
Carnegia cristé
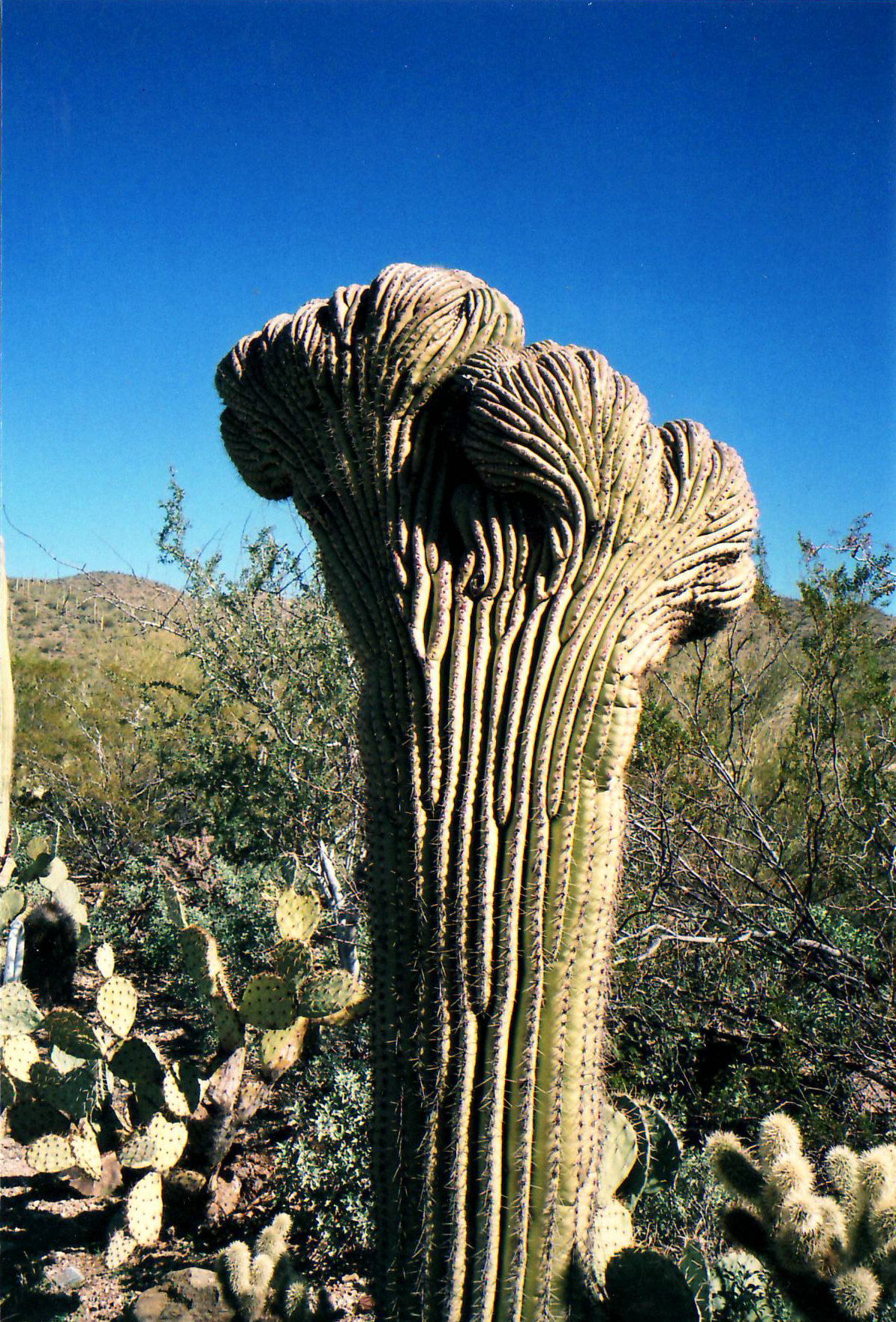
Saguaro cristé
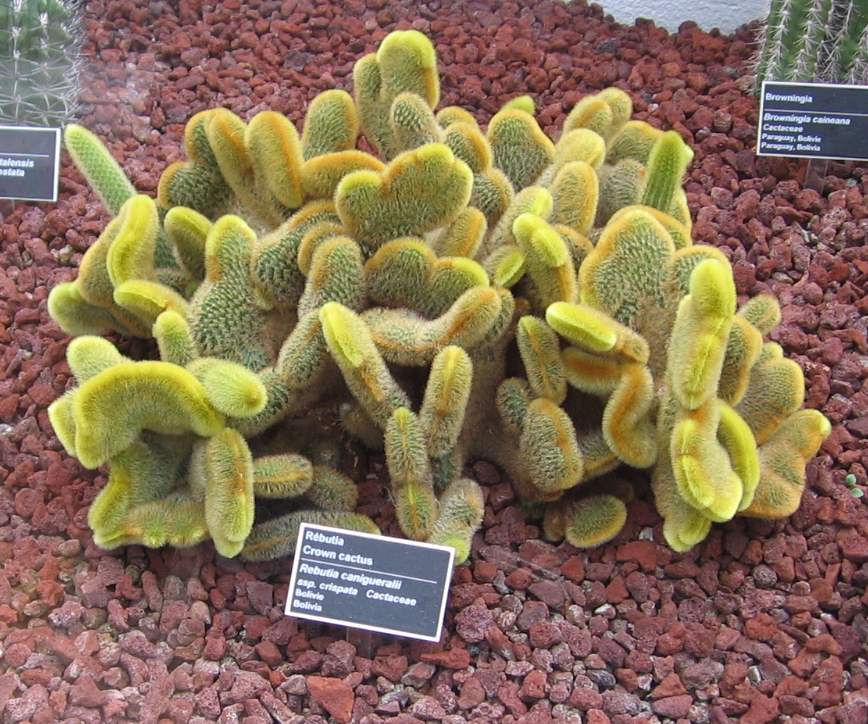
Rebutia fasciée
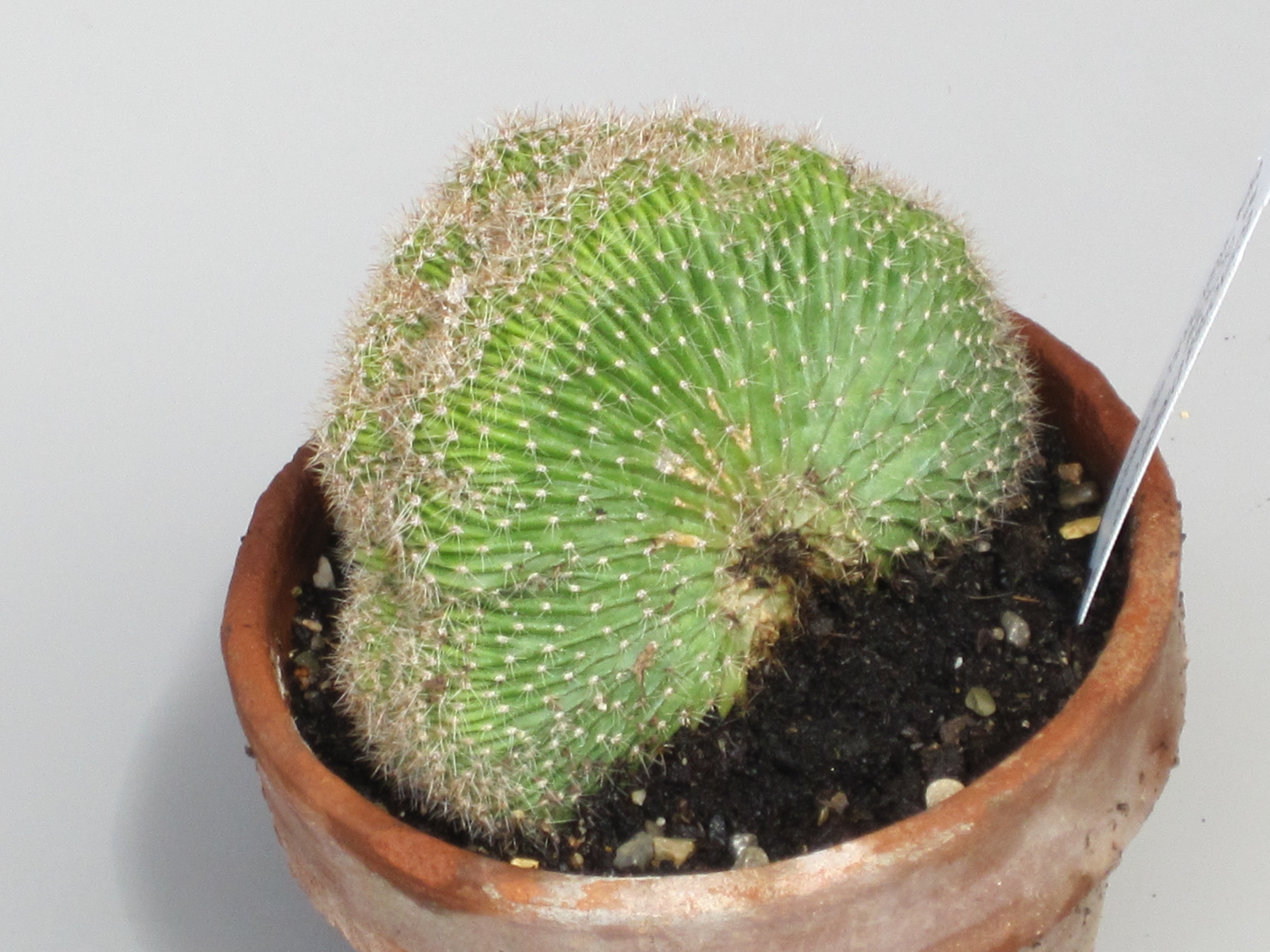
Echinopsis oxygona cristé

### Grands types morphologiques

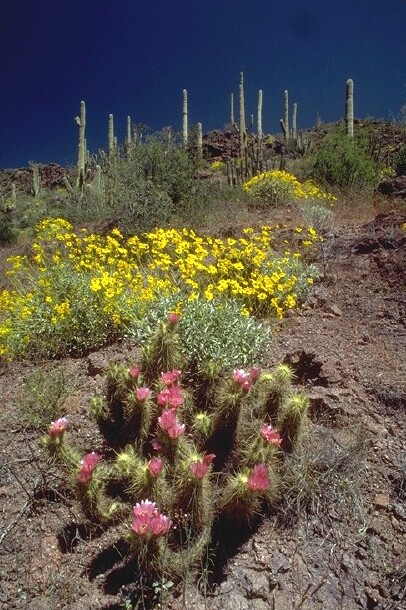
Organ Pipe Cactus National Monument, Arizona.

Les cactus peuvent être regroupés en cinq grands types morphologiques :
- Cactus primitifs – Pas ou peu succulents, ces cactus sont le chaînon manquant entre les plantes classiques, dites mésophytes et les cactus. Ils ont gardé l'aspect d'arbustes classiques et leurs vraies feuilles : Pereskia, Pereskiopsis, Quiabentia (en).
- Oponces – Formés de segments épais en forme de raquettes (cladodes), parfois au sommet d'un tronc (Brasiliopuntia, Consolea...), de segments en forme de cylindres (Austrocylindropuntia, Cylindropuntia, Grusonia...) ou de petites boules plus ou moins allongées (Maihueniopsis, Tephrocactus...), ces cactus ont, pour la plupart, conservé des feuilles réduites et cylindriques, tombant rapidement.
- Cactus colonnaires – Formés de tiges épaisses et allongées, dressées à rampantes ou retombantes, leurs aréoles sont disposées le long de côtes (Escontria...).
- Cactus globuleux – Ils sont formés de tiges sphériques pouvant s'allonger, aux aréoles disposées sur des côtes (Astrophytum...) ou sur des mamelons en spirale (Mammillaria...). Chez les plus évolués, l'aréole s'est divisée, celle située à l'axile du mamelon produisant fleurs et rejets, celle au sommet du mamelon produisant les épines. Des formes intermédiaires de ce phénomène, appelé déhiscence sérielle, présentent un sillon reliant les deux parties de l'aréole en cours de division.
- Cactus épiphytes à tiges aplaties – Ces cactus poussant dans des zones plus humides ont réduit leur capacité de stockage et leurs tiges aplaties ressemblent aux feuilles qu'elles remplacent dans leur fonction chlorophyllienne (Schlumbergera, cactus-orchidées...)

## Répartition
Les cactus sont presque exclusivement des plantes du Nouveau Monde. Une exception toutefois, Rhipsalis baccifera ; cette espèce a une répartition sur toute la zone subtropicale. Elle aurait colonisé assez récemment le Vieux Continent (quelques milliers d'années), probablement par des graines transportées dans le système digestif d'oiseaux migrateurs.
Le matorral de la vallée de Tehuacán (Mexique) est l'un des plus riches sites de cactus dans le monde.
Beaucoup d'autres cactus (et notamment les Opuntias) se sont acclimatés sur les autres continents après avoir été introduits par l'homme.
Les cactus ont dû évoluer dans les derniers 30 à 40 millions d'années, quand les continents étaient déjà bien séparés.

## Métabolisme
Les cactus ont un métabolisme acide crassulacéen (CAM), contrairement à la plupart des plantes. En particulier, elles n'absorbent le dioxyde de carbone que pendant la nuit, et non le jour,.

## Histoire

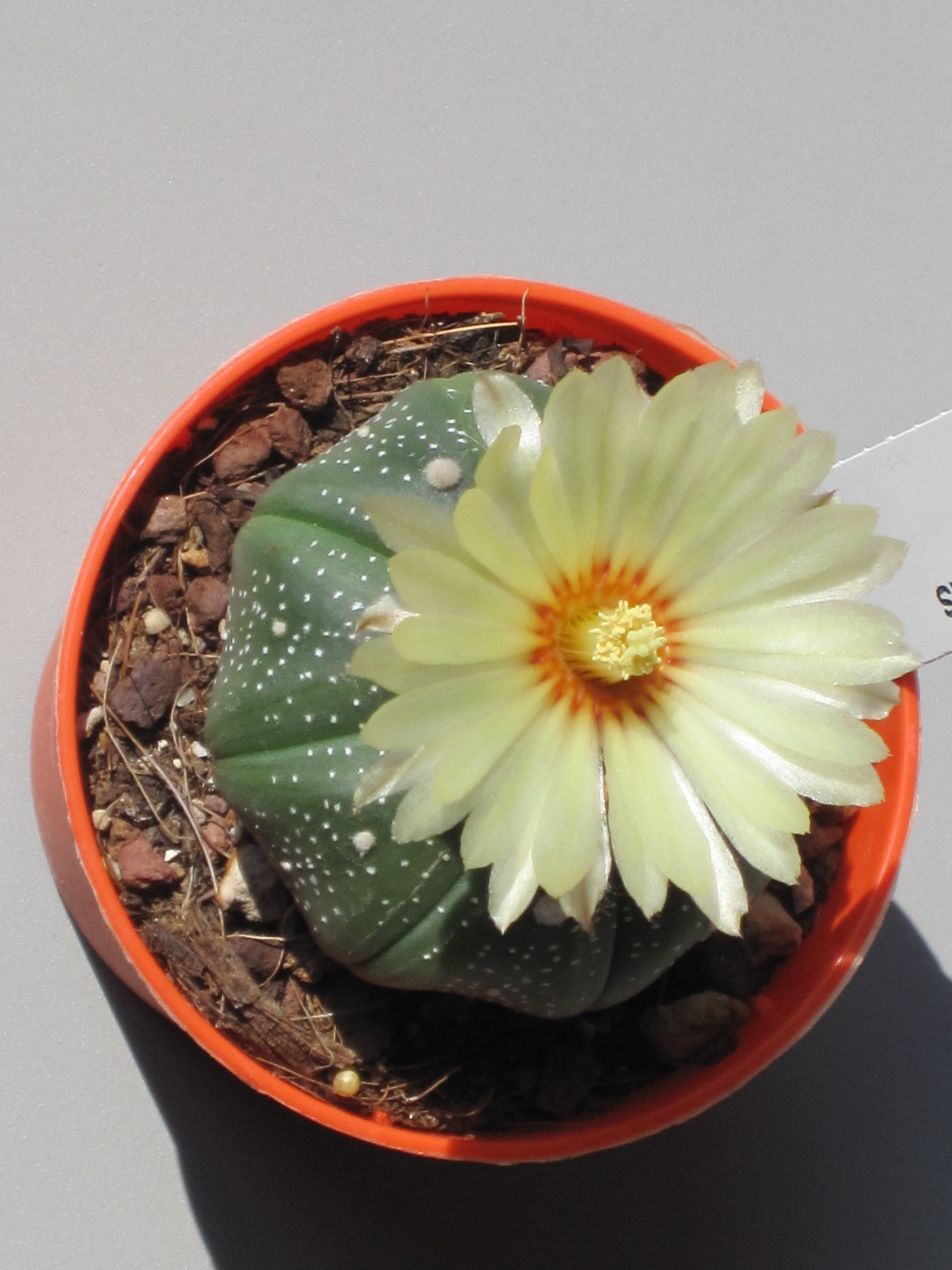
Astrophytum asterias.

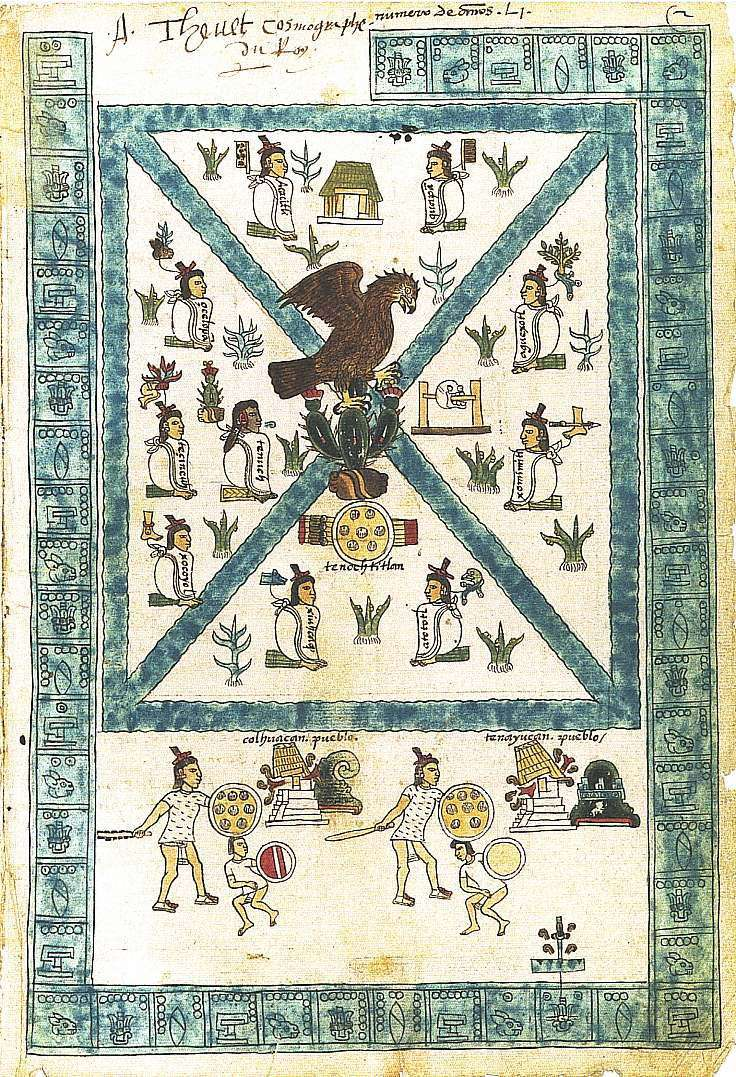
Oponce (Opuntia sp.) surmonté d'un aigle représenté dans le codex Mendoza.

Les cactus figurent sur les dessins et sculpture de l'ancienne civilisation aztèque tels que le codex Mendoza au XIVe siècle.
À la suite d'une prophétie, une partie du peuple, entrainée par des prêtres transportant des effigies sacrées, partit à la recherche d'un lieu où ils verraient un aigle perché sur un cactus et dévorant un serpent. Lorsqu'une telle rencontre eut lieu, ils fondèrent leur capitale Tenochtitlan (l'ancien nom de Mexico).
En 1822, le général Iturbide attribua l'emblème de la cité aux armoiries du pays, le Mexique : un aigle perché sur un nopal (une espèce d'Opuntia) dévorant un serpent.
On trouve aussi des images de cactus dans l'ancienne culture Moche au Pérou, notamment Trichocereus pachanoi, certains d'entre eux aux propriétés enthéogènes étant utilisés par ces Indiens à des fins religieuses.
La nomenclature des Cactaceae a été très fluctuante. En effet, les différentes espèces n'existaient pas en Europe pendant l'Antiquité et sont arrivées en vagues progressives à compter de la "découverte" de l'Amérique.
Christophe Colomb a ramené les premiers cactus en Europe : des Melocactus en provenance des Antilles.
Les premières espèces ramenées ont reçu le nom de cactus du grec ancien kaktos, qui désignait une espèce d'épineux, peut-être le chardon.
En 1597, John Gerard distingue dans son Herball publié à Londres quatre espèces : un Melocactus, deux Cereus et un Opuntia.
En 1753, Carl von Linné regroupe sous le genre Cactus les vingt-deux espèces connues.
Vers 1770, Philip Miller isole trois genres : Pereskia, Opuntia, Cereus, gardant le terme Cactus pour tous les autres.
En 1812, Adrian H. Haworth isole cinq nouveaux genres, dont Mammillaria.
Ultérieurement, Engelmann, Britton et Rose, et Backeberg isolent neuf nouveaux genres.
En 1903, Karl Moritz Schumann publie une monographie avec 21 genres et 760 espèces.
En 1958-1962, Curt Backeberg dénombre 300 genres et 2 000 espèces. Le nombre de genres a été réduit par la suite.
Au fil du temps, les cactus ont joui d'une popularité croissante.
L'intérêt pour les cactus au XXe siècle a abouti à des collectes excessives et à la disparition de certaines espèces. Mais de nouvelles espèces ou variétés sont aujourd'hui encore découvertes tous les ans.

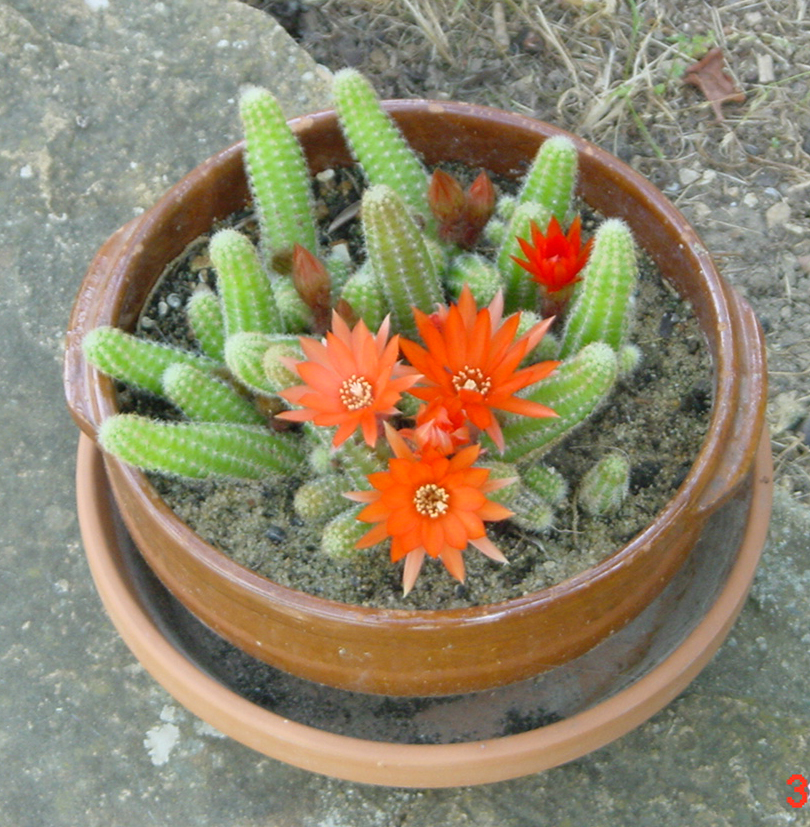
Cactus en fleur.

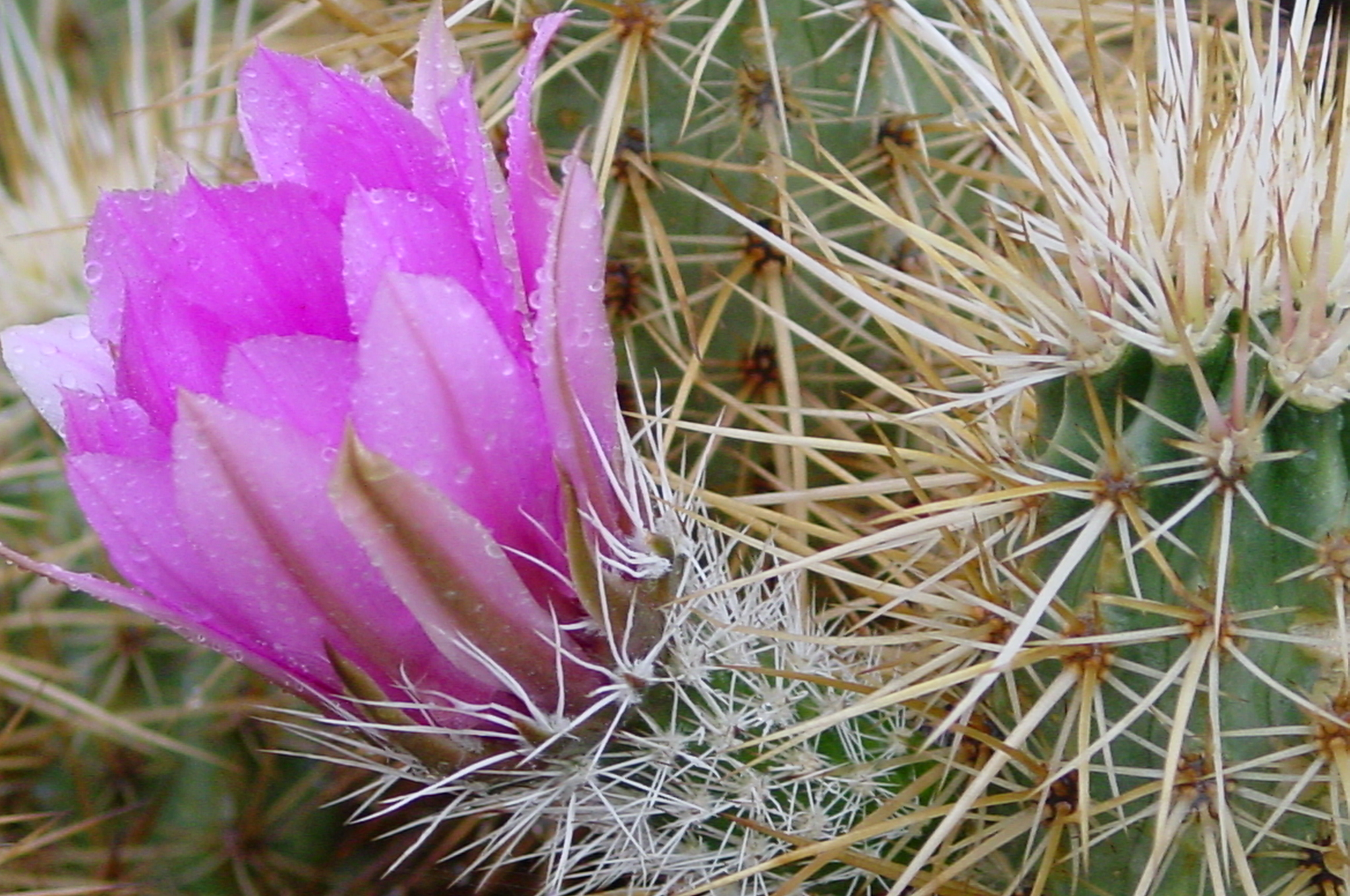
Echinocereus engelmannii en fleur, dans le désert d'Enza Borrego en Californie, aux États-Unis d'Amérique.

Tous les cactus sont couverts par la Convention sur le commerce international des espèces de faune et de flore sauvages (CITES), et de nombreuses espèces sont pleinement protégées en raison de leur inscription à l'Annexe 1.
Certains pays ont une attitude contradictoire concernant la protection des espèces. Au Mexique par exemple, ramasser des cactus est puni de prison. Mais les extensions urbaines détruisent des sites de cactus. C'est d'autant plus critique pour les espèces dont la zone de répartition est très réduite, parfois moins de 1 000 m2.

## État des populations, pressions, menaces sur les espèces

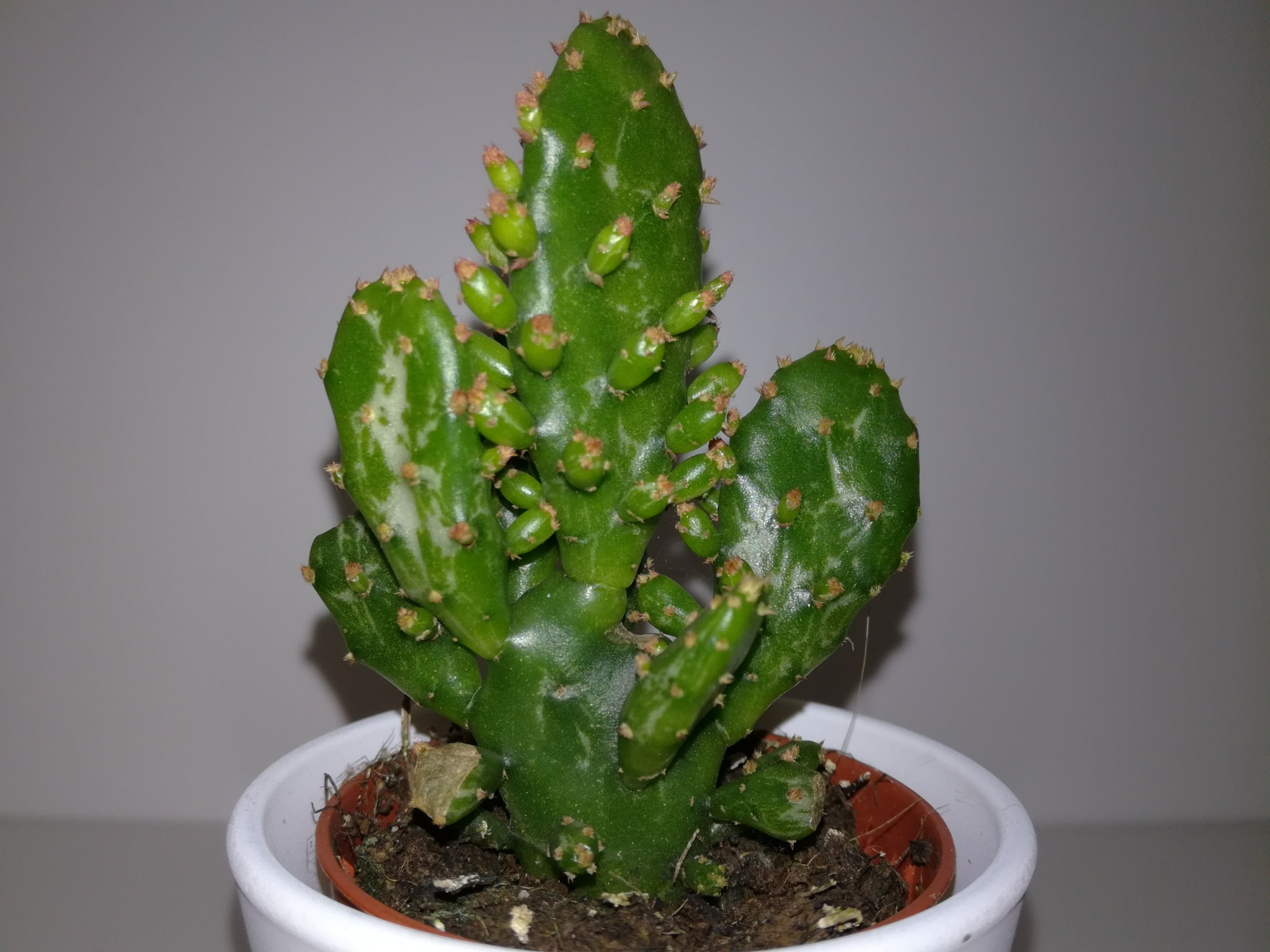
Opuntia monacantha

En 2015, un groupe de 80 chercheurs a utilisé les catégories et critères de la liste rouge des espèces menacées de l'UICN pour produire une première étude mondiale sur le degré de menace et le type de menace qui pèsent sur les espèces de plantes épineuses.
Les auteurs de l'étude alertent sur le fait que 31 % des espèces de cactus sont menacés à court ou moyen terme (500 espèces sur les 1 478 recensées, ce qui en fait un des groupes les plus menacés).
On pourrait intuitivement penser que le réchauffement climatique favorise les cactus, au moins dans certaines régions du monde, mais selon l'UICN si environ 1/3 des cactus est menacé d'extinction sur la planète, c'est en raison principalement de l'agriculture (conversion des terres pour des cultures), et localement en raison de l'aquaculture (la crevetticulture est en plein développement dans le désert mexicain), ou parfois en raison de conversion de sols arides en plantations agro-industrielles d'Eucalyptus pour la pâte à papier, comme dans le sud du Brésil). Ceci est notamment le cas dans certaines régions du nord du Mexique, d'Amérique centrale et du sud de l'Amérique du Sud. La seconde cause est l'artificialisation des terres par l'urbanisation et les zones d'activités commerciales ou industrielles (surtout dans les zones côtières dont au Mexique et dans les Caraïbes ou dans la péninsule de Baja en Californie).

Le commerce illégal des cactées est une troisième menace qui se surajoute aux deux précédemment citées, soutenue par la demande de certains collectionneurs. La pression de cette demande semble jusqu'alors avoir été sous-estimée.
L'analyse de l'UICN montre que les zones où ces trois types de menaces coexistent sont souvent aussi celles où l'on trouve le plus grand nombre d'espèces menacées (ex : centre du Mexique et Est du Brésil).
Ces données récentes montrent que les pressions anthropiques sur la biodiversité des terres arides ont été sous-estimées.
Selon Inger Anderson, directrice générale de l'UICN, «L'ampleur du commerce illégal d'espèces sauvages - y compris de la flore » est aussi en cause, plus que ne le pensait l'UICN. Et elle rappelle que « le trafic d’espèces sauvages concerne bien plus d’espèces que les charismatiques rhinocéros ou éléphants qui attirent l’attention du monde entier ». L'étude montre que « Les points chauds de menace sur ces espèces de cactus ne se chevauchent pas ou peu avec ceux déjà connus pour d'autres groupes taxonomiques », ce qui doit faire reconsidérer les stratégies actuelles de conservation de la biodiversité, en milieu aride notamment. Les régions les plus gravement touchées sont le sud de l'État de Rio Grande do Sul (Brésil) et le nord de l'Artigas (Uruguay), soit une zone d'environ 500 km2. Ces zones comptent aussi parmi les principaux « centres de diversité des cactus ». Viennent ensuite les États de Querétaro, de San Luis Potosí, d'Oaxaca et de Puebla dans la région de Tehuacán-Cuicatlán (Mexique), l'Est de l'État de Bahia et le nord du Minas Gerais ; ainsi qu'au Chili la partie sud de l'Antofagasta. L'est de l'Uruguay est également touché. Il existe aussi d'autres régions caractérisées par une richesse globale plutôt faible, mais une forte proportion d'espèces menacées : au Guatemala, en Colombie et dans plusieurs régions du Pérou et du Chili.
Certaines espèces de cactées dont un grand nombre d'espèces brésiliennes, comme Arthrocereus glaziovii et Coleocephalocereus purpureus ne poussent que sur des sols riches en fer ou sur des inselbergs Canga, qui sont justement très recherchés par l'industrie minière. Ainsi Arrojadoa marylaniae semble condamné à court terme, car ne poussant que sur un substrat de quartz blanc unique menacé par l'exploitation minière. Quelques espèces sont menacées par un surpâturage itinérant.
Le commerce national et international des cactus est souvent illégal. L'UICN note que 86 % des cactus menacés utilisés en horticulture proviennent de populations sauvages. Ce commerce illégal a été en partie réduit en 1975 par l'inscription de l'ensemble de la famille (avec quelques exceptions) dans la Convention sur le commerce international des espèces de faune et de flore (CITES) sauvages menacées d'extinction et par la disponibilité des plantes cultivées à partir de semences sur les marchés internationaux. Cependant, la collecte continue à menacer des espèces notamment dans les pays où la mise en œuvre de la CITES est incomplète ou récente, comme au Pérou, et elle reste une menace latente pour toute espèce nouvellement décrite. Pour cette raison, les experts ne divulguent plus la localisation précise d'espèces récemment découvertes afin de limiter les collectes insoutenables de graines ou d'individus.

## Utilisation
Plus de 50 % des espèces de cactus (57 %) sont utilisées par l'Homme principalement pour les collections et l'horticulture ornementale (674 espèces), souvent via des cueillettes de plantes et de graines pour les collections spécialisées. 154 espèces sont des aliments pour l'homme ou le bétail et 64 espèces ont un usage médicinal et/ou vétérinaire). 64 % des cactus menacés sont utilisés par l'homme sous l'une de ces formes et 57 % (236 espèces) en horticulture.
Les utilisations décrites ci-dessous sont limitées aux Cactaceae. Elles excluent donc des genres tels que Agave et Aloe.

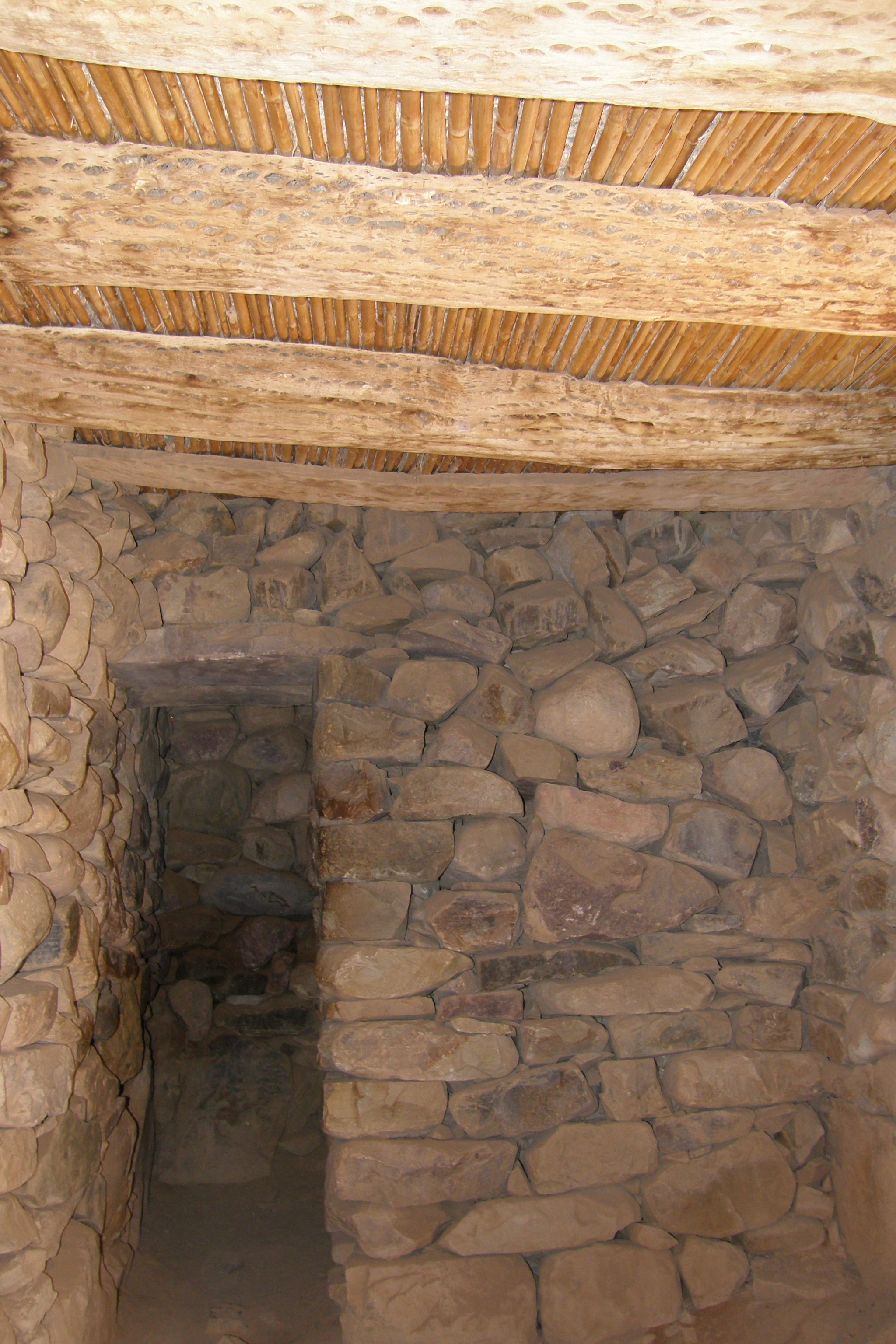
Charpente en bois de cactus (probablement Echinopsis atacamensis).

### Ornement
Le principal usage est de servir de plante d'ornement, en serre dans les régions tempérées, en extérieur dans les régions chaudes et sèches, notamment dans les régions frappées de restrictions d'arrosage comme certaines régions d'Australie.
Certains, comme Echinocactus grusonii encore appelé coussin de belle-mère ou Golden Barrel Cactus en anglais (cactus baril d'or), sont très utilisés.
Il en résulte une culture intensive dans les jardineries.
Alors que, pour la plupart, les cactus sont appréciés pour leurs organes végétatifs (tiges, épines), les fleurs remarquables de certains d'entre eux ont attiré l'attention d'amateurs qui, par croisement et sélection, ont développé des variétés horticoles (echinopsis/trichocereus/lobivias hybrides, "phyllocactus") portant d'énormes fleurs aux coloris variés.

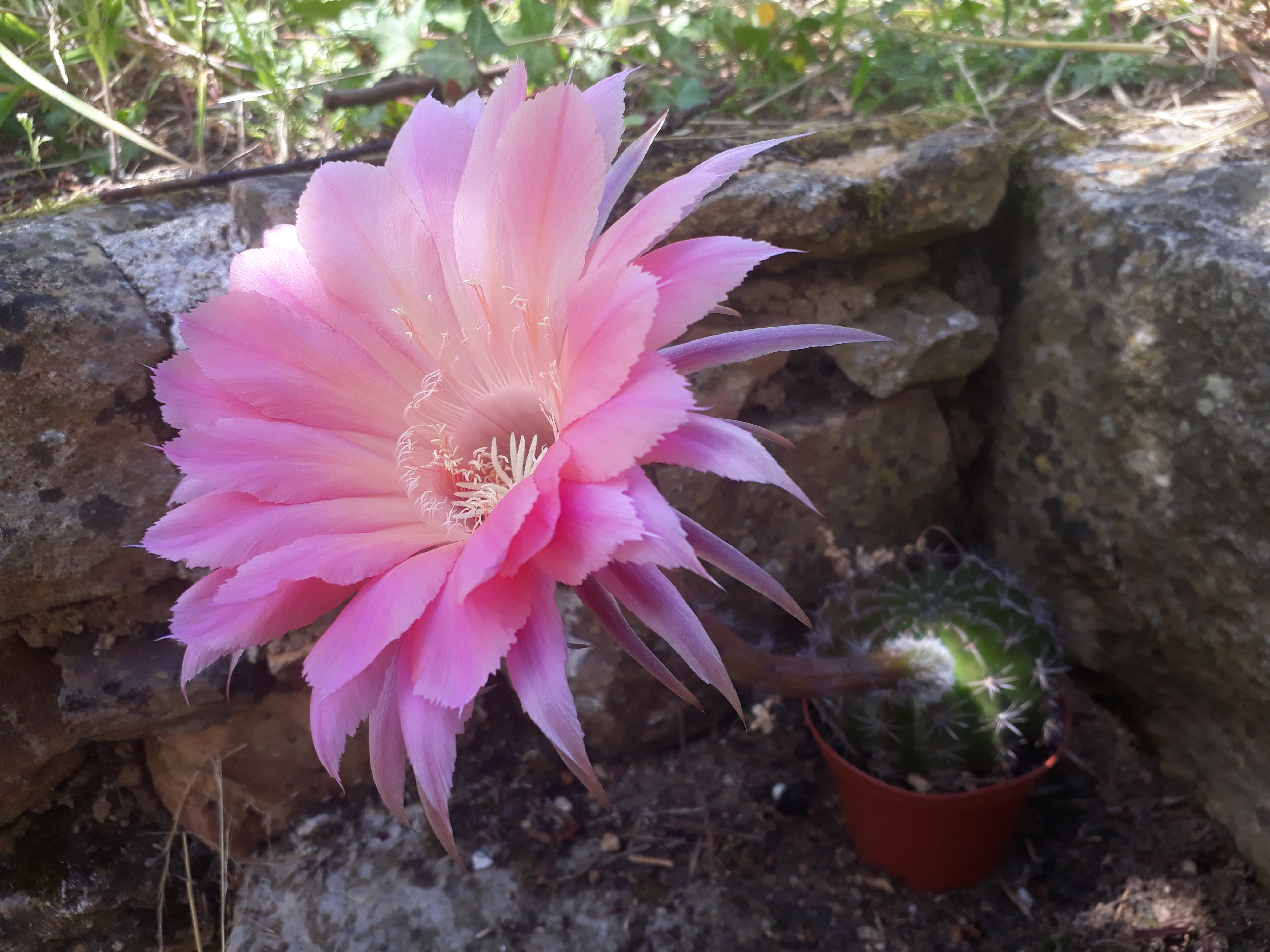
Echinopsis "Sierra Skyline", un hybride de Bob Schick

### Utilisations agricoles
Dans des régions pauvres (telles que certaines régions du Kenya), des espèces sont utilisées en tant que clôture pour éviter la divagation des animaux.
Elles peuvent aussi éviter l'intrusion de voleurs et sécuriser une fenêtre si elles sont plantées en dessous.
L'Opuntia a été importée en Australie au XIXe siècle pour être utilisée en tant que haies naturelles et développer l'élevage des Cochenilles en vue de produire un colorant rouge naturel (l'acide carminique). Ces cactus sont toutefois devenus envahissants et, comme ils ne sont pas consommés par les herbivores australiens, l'Opuntia a rendu 40 000 km2 de terres agricoles improductives[réf. nécessaire]. Pour limiter les effets négatifs de ces cactus, la mouche Cactoblastis cactorum, dont les larves se nourrissent des fruits des Opuntia, a été introduite dans les années 1920.
Les troncs de grands cactus morts sont parfois utilisés comme bois de construction. Leur structure ligneuse et l'air sec les rendent très solides.
Certains cactus peuvent servir de combustibles. Les épines de certaines espèces telles que Trichocereus pacasana atteignent 10 cm et servent d'aiguilles pour des dentelles ou du tricot.

### Alimentation
L'Opuntia ficus-indica, plus communément appelé figuier de Barbarie, produit des fruits comestibles contenant jusqu'à 15 % de sucre.
Il sert aussi de plante hôte pour l'élevage de la cochenille Coccus cacti utilisée pour produire par écrasement un colorant rouge naturel, le carmin. Il faut recueillir 140 000 insectes pour produire un kilogramme de matière sèche. Il est utilisé pour des rouges à lèvres haut de gamme ou dans le Campari.
D'autres cactus portent des fruits comestibles : Hylocereus, qui produit le fruit Dragon ou pitaya.
Certains peuples d'Amérique consommaient certains Echinocereus appelés pour cela cactus-fraises.
Dans de nombreuses régions, on donne certaines espèces d'Opuntia à raquettes plates comme fourrage pour les bestiaux.
Certains peuples se désaltéraient de l'eau contenue dans les Cereus.
L'ají de achakana est un plat typique des fêtes de la Toussaint (Todos Santos) dans certaines régions de Bolivie ; il est fait à partir du cactus achakana (Neowerdermannia vorwerkii).

### Effets psychotropes
Depuis 2 000 ans[réf. nécessaire], les Amérindiens du sud-ouest des États-Unis sucent, lors des cérémonies rituelles, des morceaux séchés du petit cactus sans épine appelé peyotl, Lophophora williamsii, en raison de ses propriétés psychotropes provoquées par les alcaloïdes qu'il contient.
Certaines espèces d'Echinopsis (anciennement Trichocereus) ont également des propriétés psychoactives. Par exemple, le cactus San Pedro, un modèle commun dans de nombreuses jardineries, est connu pour contenir de la mescaline.

## Zones climatiques

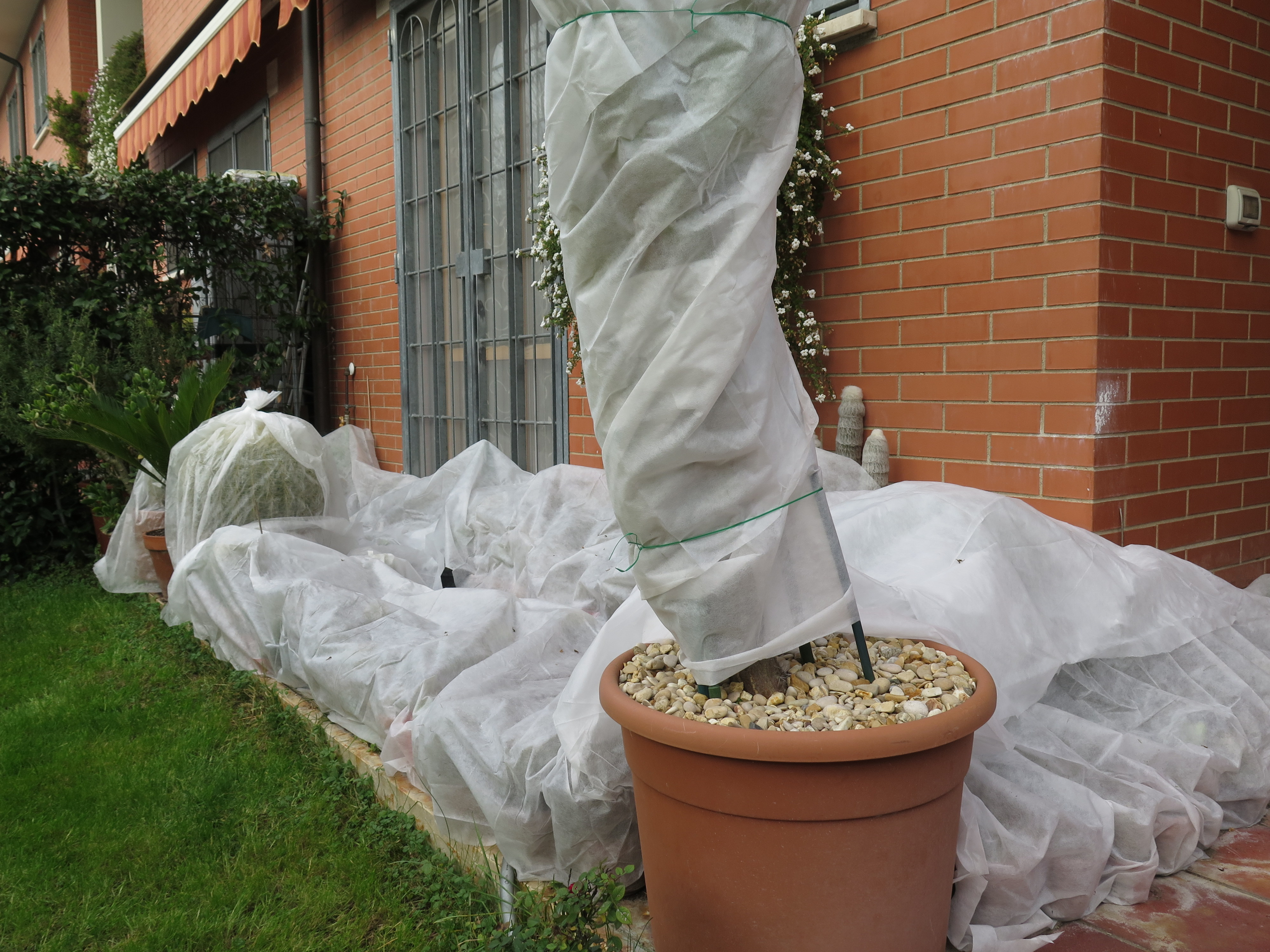
Couverture d'hiver de cactus avec le textile non-tissé

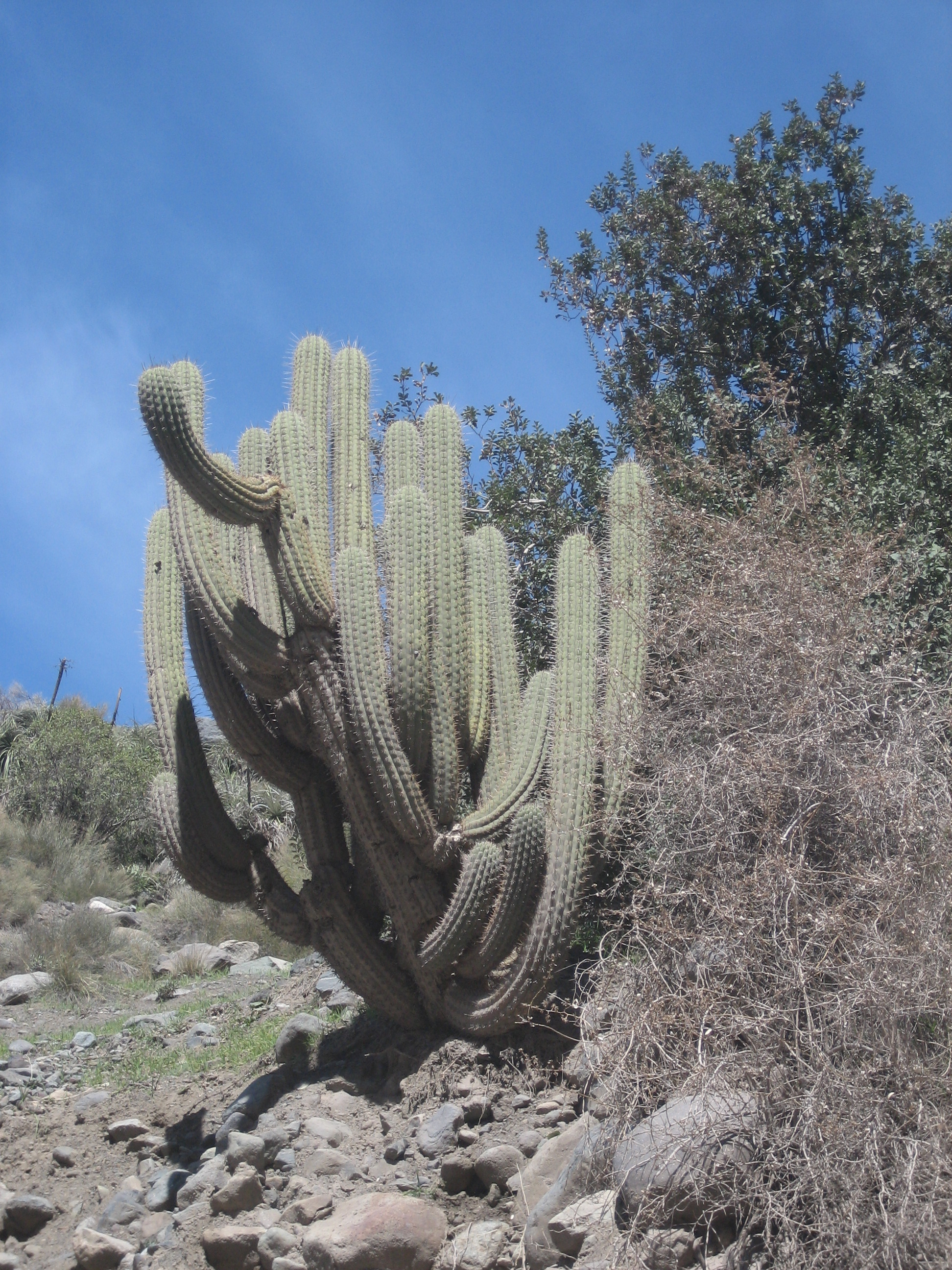
Un cactus à San José de Maipo, Chili

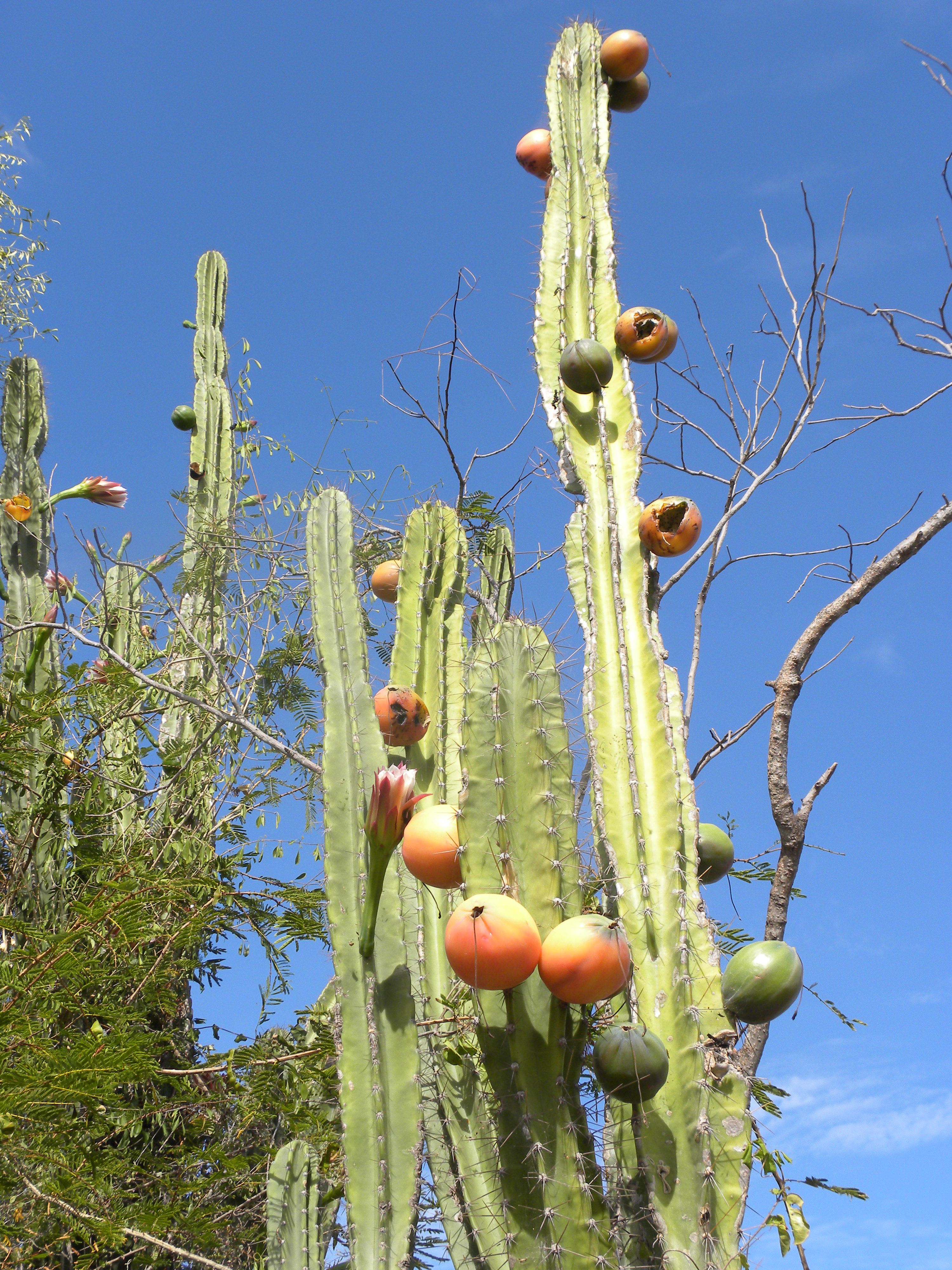
cactus de Betioky-Madagascar

Les cactus poussent principalement dans les habitats naturels arides du globe, depuis les déserts jusqu'à la canopée des forêts tropicales humides. On les retrouve des États-Unis (ex : désert des Mojaves) au Chili (ex : désert d'Atacama) en passant par le Mexique et les Antilles. Ils se sont aussi acclimatatés dans des zones où ils ont été introduits (et sont parfois devenus des espèces exotiques envahissantes) comme sur le pourtour méditerranéen (Grèce, Maroc...), dans la partie Sud de Madagascar, ainsi que dans certaines régions du Sahara et d'Australie.

## Culture des cactus
Substrat: Les cactus poussent dans des sols pauvres et arides. Le substrat doit permettre aux racines de s'aérer et doit être parfaitement drainé pour empêcher l'eau de stagner au niveau des racines, car l'humidité favorise le développement de pourritures qui tueraient le cactus.
Le substrat "idéal" est constitué de 50 % de terreau, 10 % de sable grossier (2 à 5 mm), 20 % de pouzzolane et 20 % de perlite, mais un mélange standard (3 tiers), voire un terreau à cactées du commerce, convient aussi. Pour faciliter le drainage du substrat, placer dans le fond du pot des graviers ou des morceaux cassés d'un pot en terre cuite, ou encore des billes d'argile.
Lumière : Les cactées ont besoin d'un maximum de lumière. Placez-les devant les fenêtres. Cependant après l'hivernage, ne les exposez pas directement en plein soleil, mais progressivement.
Arrosage : En hiver, les cactus entrent en repos, ne les arrosez pas. Le repos hivernal au froid (5 à 10 °C en général) et au sec est essentiel pour les cactus. Espacer les arrosages à l'automne pour les reprendre progressivement au printemps. En été, arroser de manière que toute la terre du pot soit mouillée et l'excédent d'eau évacué. Attendre que le substrat soit sec pour arroser. Un bon arrosage une fois par semaine suffit mais les cactus peuvent se passer d'eau longtemps.
Après un rempotage, n'arrosez pas immédiatement le cactus afin de permettre la cicatrisation des racines blessées qui sinon risqueraient de pourrir.
Rempotage : Pour renouveler les substances nécessaires à leur croissance, ou si le volume du cactus est devenu supérieur au volume de son pot, il faut rempoter les cactus, en général tous les 2 à 4 ans. Les cactées n'aimant pas l'excès de nourriture, le cactus se développera bien si le volume du pot n'est pas trop supérieur au volume de la plante; le nouveau pot de rempotage ne devra pas être supérieur au double du volume du cactus. Sortir le cactus de son pot et faire tomber délicatement une bonne partie de l'ancien substrat puis placer la plante dans son nouveau pot. Ne jamais arroser un cactus après un rempotage, mais attendre au moins une semaine afin de permettre une bonne cicatrisation des racines.   
Pour saisir un cactus, on peut utiliser du journal replié plusieurs fois.
Multiplication :Les moyens les plus simples pour obtenir de nouveaux cactus sont la division et le bouturage. Le semis est plus délicat mais possible également.
- La division : Retirer le cactus de son pot et séparer délicatement les différentes touffes ou les rejets qui constituent le cactus. S'il est nécessaire d'utiliser un couteau ou un sécateur, bien le nettoyer voire stériliser la lame à l'alcool ou à la flamme au préalable. Laissez la plante cicatriser à l'air libre à l'abri du soleil et de l'humidité quelques jours.
- Le bouturage : Cette technique permet facilement la multiplication des cactus. Elle permet aussi de sauver un cactus si celui ci souffre d'une maladie. À l'aide d'un couteau ou d'un sécateur parfaitement propre, sectionner la partie du cactus à bouturer. Laisser la partie sectionnée cicatriser à l'air libre, au frais et au sec de 1 à 4 semaines suivant la largeur de la section coupée. On peut planter la bouture cicatrisée directement dans un substrat drainant, mais on augmentera le pourcentage de survie en provoquant au préalable le développement de petites racines à sa base. Pour cela, mettre la partie sectionnée et cicatrisée dans du sable humide ou dans un pot vide et poser le pot vide contenant le cactus sur de la terre humide en arrosant parcimonieusement[14]. Le cactus développera de petites racines à sa base sectionnée. Les périodes les plus favorable pour le bouturage sont le printemps ou la fin de l'hiver compte tenu du temps de cicatrisation, ou encore au début de l'été.

## Symbolique

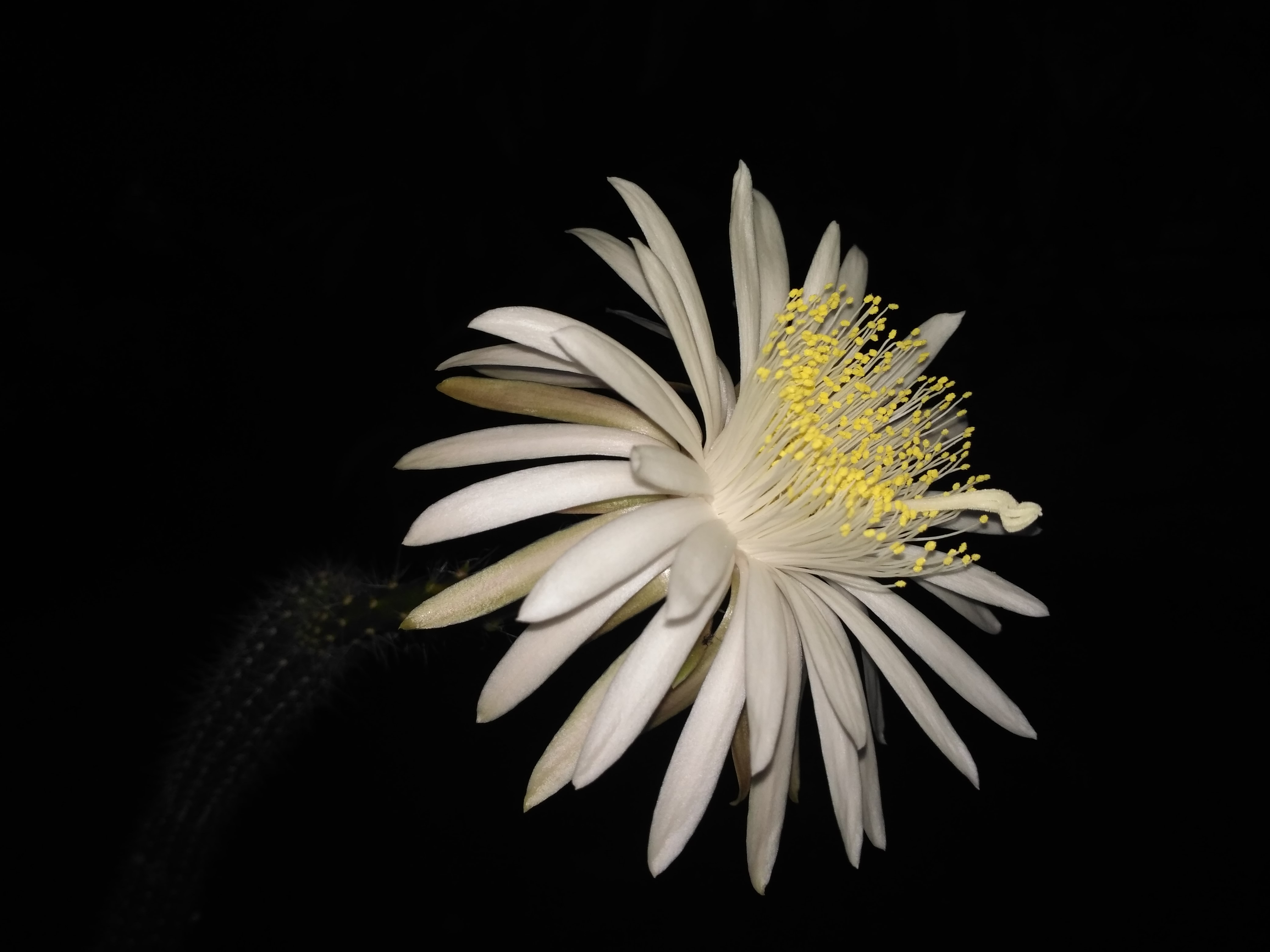
Fleur d'un cactus qui ne fleurit qu'une nuit par an. Mai 2019.

Dans le langage des fleurs, le cactus symbolise les gens bizarres 
.

## Liste des sous-taxons
Sous-familles:
- Cactoideae
- Leuenbergerioideae
- Maihuenioideae
- Opuntioideae
- Pereskioideae

### Liste des genres
Voir Liste des genres de Cactaceae.